# Махмутек
Махмутек (Момотяк, Махмуд-хан) (*д/н —1464/1465) — 6-й володар Тюменського ханства бл. 1459—1464/1465 роках.

## Життєпис
Походив з династії Чингізидів, гілки Шибанідів. Син Хаджа-Мухаммад-хана. Про його діяльність відомо обмаль. Посів трон близько 1459 року. За різними відомостями розділив володіння з братом Саїдеком (Саїдяком, Саїд-Ахмедом), якого інколи отожнюють з Саїд-Ібрагімом — сином Махмутека. Втім згідно Абулгазі Саїдек був братом Махмутека. 
Припускають, що після поразки близько 1459 роками визнав зверхність узбецького хана Абулхайр, що на той час прийняв титул хан-і бузург (великий або старший хан). 
Помер або загинув у 1464 або 1465 році за невідомих обставин. Йому спадкував син Ібак.